# كولن لونش
كولن لونش (بالإنجليزية: Colin Lynch)‏ هو دراج أيرلندي، ولد في 16 ديسمبر 1970 في سنغافورة.